# Fizica materiei condensate
Domeniul fizicii materiei condensate este un domeniu relativ nou în fizică, care a apărut pe deoparte datorită studierii intensive și extensive a cristalelor lichide, respectiv datorită asemănării proprietăților corpurilor solide cu cele ale substanțelor lichide în diferitele stări de agregare intermediare pe care acestea din urmă le pot avea.